# 鈴木泉三郎
鈴木 泉三郎（すずき せんざぶろう、1893年5月10日 - 1924年10月6日）は、日本の劇作家、編集者である。豊島屋主人（としまやしゅじん）、伊豆 巳三郎（いず みさぶろう）などの筆名ももつ。

## 人物・来歴
1893年（明治26年）5月10日、東京市赤坂区の青山地区（現在の東京都港区北青山か南青山）に生まれる。四谷区左門町（現在の新宿区左門町）にあった旧制・四谷第二小学校（現新宿区立四谷第六小学校）を卒業後、四谷銀行に入社、その傍ら、当時、同市同区葵町3丁目（現在の港区虎ノ門2丁目）にあった旧制・大倉商業学校（現在の東京経済大学）夜間部に通い、卒業する。が同市神田区錦町3丁目（現在の千代田区神田錦町）にあった国民英学会に進む。
17歳で作家の水野葉舟に入門し、1913年（大正2年）、20歳のときに三越呉服店（現在の三越）の募集した懸賞脚本に入選、松居松葉（のちの松居松翁）に認められ、松居の推薦で岡村柿紅に入門する。1914年（大正3年）、共同火災保険（現在のあいおいニッセイ同和損害保険の前身のひとつ）に入社している。
1916年（大正5年）、23歳のころ、岡村柿紅の勧めで、共同火災保険を退職、化粧品メーカー伊東胡蝶園が経営する出版社「玄文社」に入社、岡村が主筆をつとめる雑誌『新演芸』の編集に携わる。その傍ら、7月、帝国女優劇に戯曲『八幡屋の娘』、『ラシャメンの父』、『美しき白痴の死』等を発表した。1919年（大正8年）、河田富久子と結婚する。1920年（大正9年）、第一戯曲集『ラシヤメンの父』を玄文社より刊行。
1921年（大正10年）、11月『新演芸』に『谷底』、明治座で河合・喜多村の新派が『高橋お伝』を上演。
1922年（大正11年）春から病み、臥床につく。『次郎吉懺悔』が、1923年（大正12年）1月、『劇と評論』に発表され、2月、六代目尾上菊五郎が市村座で上演し、好評となる。同年9月1日の関東大震災で首都は壊滅、玄文社は解散した。
1924年（大正13年）1月、『心中の始末』、5月、『山芋奇譚』、8月、『生きてゐる小平次』を書き、10月6日、病気療養中の仮住まいであった神奈川県中郡大磯町小千畳口（現在の同町大磯）で女児2人をのこして死去した。満31歳没。逝去に先立つ同年8月、『演劇新潮』（文藝春秋社）に発表した『生きてゐる小平次』が絶筆となったが、これが代表作とされ、近代戯曲史上の名作とされる。作品は、虚無的で無気味な雰囲気をたたえつつも、人間の真髄を描き出しているものが多いとされる。戯曲を原作に映画化が行なわれたが、『八幡屋の娘』を除けば、すべて没後であった。

## ビブリオグラフィ
- 俳優評伝『左団次の巻』（「豊島屋主人」名義、玄文社、1918年）
- 鈴木泉三郎戯曲集『ラシヤメンの父』 （玄文社、1920年5月）
- 劇作家協會編『現代戲曲大觀』 （新潮社、1922年）
- 現代脚本叢書 第11編『次郎吉懺悔 外四篇』 （新潮社、1923年）
- 読物文芸叢書 第10篇『お伝地獄』 （春陽堂、1925年） - 以降没後出版
- 鈴木泉三郎戯曲全集 （プラトン社、1925年）
- 現代戯曲全集 第19巻『郡虎彦・鈴木泉三郎』 （国民図書、1928年）
- 火あぶり （プラトン社、1928年2月）
- 現代日本文学全集 92『現代戯曲集』 （筑摩書房、1958年） - 秋田雨雀ほか
- 名作歌舞伎全集:第20巻、第25巻『新歌舞伎集』 （東京創元新社、1969年）

## フィルモグラフィ
- 八幡屋の娘、日活向島撮影所、1920年7月4日 - 以降没後公開
- お伝地獄 前篇、松竹下加茂撮影所、1925年1月23日
- お伝地獄 中篇、松竹下加茂撮影所、1925年1月31日
- お伝地獄 後篇、松竹下加茂撮影所、1925年2月18日
- 人間治郎吉、勝見庸太郎プロダクション、1927年4月29日
- ラシャメンの父、小沢映画聯盟、1929年1月25日
- 次郎吉ざんげ、帝国キネマ、1931年1月29日
- 浮名ざんげ、松竹下加茂撮影所、1938年3月3日
- 生きている小平次、東宝、1957年8月4日
- 怪異談 生きてゐる小平次、磯田事務所・ATG、1982年9月4日

## 関連事項
- 中川信夫 - 『生きてゐる小平次』を1982年に映画化した監督

## 註
1. 1 2 3 4 5 6 7 8 9  コトバンクサイト内の記事「鈴木泉三郎」の記述を参照。